# ラベンダー賞
ラベンダー賞は、日本中央競馬会（JRA）が函館競馬場の芝1200mで施行していたオープンクラスの特別競走である。競走名は植物のラベンダーに由来している。

## 概要
一時期の札幌開催においては、新馬戦を勝ち上がった後に出走可能なレースが、開催最終日の札幌3歳ステークスしかなかった（かつては3歳条件戦が設定されていたが、廃止されていた）為、早い段階で勝ち上がった馬の出走間隔が開く事から、適当な競走の新設要請が関係者から上がっていた。
それを受ける形で、1994年の夏季番組で平場の3歳オープン競走が新設されたが、翌年からは特別競走に格上げされ、ラベンダー賞となった。
1997年からは施行場が函館競馬場の芝1200mに変更された。2009年は函館競馬場のスタンド改修工事に伴い、札幌競馬場の芝1200mで施行された。
2012年の番組改正により中央競馬全体の開催日程の変更及び函館2歳ステークスの日程が繰り上がる関係で廃止となった。
出走資格は、サラ系2歳（旧3歳）のJRA所属の競走馬（外国産馬含む）及びJRAに認定された地方所属の競走馬（6頭まで）。
負担重量は馬齢重量で、54キロである。
総額賞金は3,040万円で、1着賞金1,600万円、2着賞金640万円、3着賞金400万円、4着賞金240万円、5着賞金160万円と定められている。
地方所属馬に限り函館2歳ステークスへのトライアル競走とされ、2着までに入着した地方所属馬は函館2歳ステークスの出走権（優先出走権ではない）が与えられる。

## 歴史
- 1995年 - 札幌競馬場の芝1200mの3歳（現2歳）の馬齢重量の混合競走・特別指定交流競走のオープン特別競走「ラベンダー賞」として創設（創設当初の負担斤量は53キロ）。
- 1997年
  - 施行場を函館競馬場の芝1200mに変更。
  - 当競走の競走番号を第10競走から第9競走に変更。
- 1998年 - 山内研二が調教師として史上初の連覇。
- 2001年
  - 馬齢表示の国際基準への変更に伴い、出走条件が「3歳」から「2歳」に変更。
  - 負担斤量が53キロから54キロに変更。
  - 負担重量を馬齢重量から定重量に変更。
  - 当競走の競走番号を第9競走から第10競走に戻す。
- 2003年 - 負担重量を定重量から馬齢重量に戻す。
- 2004年 - 薄暮競走実施により、北海道主場の最終レースの発走時刻を17時10分に設定したことに伴い、当競走の競走番号を第10競走から第11競走に変更。
- 2005年 - 当競走の競走番号を第11競走から第10競走に戻す。
- 2008年 - 6位入線のヤマイチチャチャ（当時ホッカイドウ所属）が走路妨害により11着に降着。
- 2009年
  - 函館競馬場のスタンド改修工事に伴い、札幌競馬場の芝1200mで施行。
  - 当競走の競走番号を第10競走から第8競走に変更。
- 2011年
  - 当競走の競走番号を第8競走から第9競走に変更。
  - 2位入線のナイスヘイローが走路妨害により11着に降着。また9位入線のニシノファイター（ホッカイドウ所属）も走路妨害したが被害馬先着のため着順に変更なし。なお両馬の騎乗騎手は騎乗停止処分を受けている。
- 2012年 - 中央競馬全体の開催日程の変更及び函館2歳ステークスの日程が繰り上がる関係で廃止。

### 歴代優勝馬
馬齢は2001年以降の表記に統一する。
| 施行日        | 競馬場 | 距離    | 優勝馬             | 性齢 | タイム | 優勝騎手   | 管理調教師 |
| ------------- | ------ | ------- | ------------------ | ---- | ------ | ---------- | ---------- |
| 1995年7月15日 | 札幌   | 芝1200m | タニノヒーロー     | 牡2  | 1:11.9 | 井上俊彦   | 北川数男   |
| 1996年7月7日  | 札幌   | 芝1200m | カケノジンライ     | 牡2  | 1:11.3 | 堂山直樹   | 堂山芳則   |
| 1997年7月12日 | 函館   | 芝1200m | サラトガビューティ | 牝2  | 1:10.2 | 藤田伸二   | 山内研二   |
| 1998年7月18日 | 函館   | 芝1200m | タヤスブルーム     | 牝2  | 1:10.3 | 松永幹夫   | 山内研二   |
| 1999年7月17日 | 函館   | 芝1200m | エンゼルカロ       | 牝2  | 1:10.6 | 田中勝春   | 林正夫     |
| 2000年7月15日 | 函館   | 芝1200m | テンザンデザート   | 牝2  | 1:10.7 | 小池隆生   | 岩元市三   |
| 2001年7月14日 | 函館   | 芝1200m | アグネスソニック   | 牡2  | 1:12.0 | 横山典弘   | 森秀行     |
| 2002年7月20日 | 函館   | 芝1200m | フジノタカネ       | 牝2  | 1:13.7 | 勝浦正樹   | 林正夫     |
| 2003年7月26日 | 函館   | 芝1200m | ナムラビッグタイム | 牡2  | 1:10.2 | 松永幹夫   | 田村康仁   |
| 2004年7月24日 | 函館   | 芝1200m | オーヴェール       | 牡2  | 1:11.3 | 武豊       | 浅見秀一   |
| 2005年7月23日 | 函館   | 芝1200m | モエレジーニアス   | 牡2  | 1:10.9 | 五十嵐冬樹 | 堂山芳則   |
| 2006年7月22日 | 函館   | 芝1200m | インパーフェクト   | 牡2  | 1:10.9 | 山口竜一   | 田部和則   |
| 2007年7月21日 | 函館   | 芝1200m | ハートオブクィーン | 牝2  | 1:11.5 | 武幸四郎   | 若松平     |
| 2008年7月26日 | 函館   | 芝1200m | ナムラミーティア   | 牝2  | 1:10.0 | 四位洋文   | 田村康仁   |
| 2009年7月25日 | 札幌   | 芝1200m | キョウエイアシュラ | 牡2  | 1:10.4 | 三浦皇成   | 矢作芳人   |
| 2010年7月24日 | 函館   | 芝1200m | ロビンフット       | 牡2  | 1:09.5 | 勝浦正樹   | 堀井雅広   |
| 2011年7月24日 | 函館   | 芝1200m | ダームドゥラック   | 牝2  | 1:10.8 | 丸山元気   | 領家政蔵   |

### 本競走からの函館2歳ステークス優勝馬
| 施行日        | 馬名               | 性齢 | 着順 | 備考                 |
| ------------- | ------------------ | ---- | ---- | -------------------- |
| 1999年7月17日 | エンゼルカロ       | 牝2  | 1着  | ホッカイドウ競馬所属 |
| 2000年7月15日 | マイネルジャパン   | 牡2  | 2着  |                      |
| 2005年7月23日 | モエレジーニアス   | 牡2  | 1着  | ホッカイドウ競馬所属 |
| 2007年7月21日 | ハートオブクィーン | 牝2  | 1着  | ホッカイドウ競馬所属 |